# Gaganyaan-1
Gaganyaan-1 (do Sânscrito: gagana, “celestial” e yāna, “nave, veículo”) será um voo não tripulado e o primeiro voo orbital do programa Gaganyaan, com lançamento planejado para fevereiro de 2025.

## Antecedentes
O lançamento deveria ter ocorrido em dezembro de 2020, então em dezembro de 2021, mas foi sendo adiado devido à pandemia de COVID-19. O plano de voo foi completado em abril de 2022 e o lançamento deverá ocorrer em 2024, após o TV-D1, TV-D2, TV-D3 e TV-D4. Foi proposto em abril de 2022 que a cápsula deverá ficar despressurizada, algo mantido no planejamento final.
O primeiro conjunto adaptador do módulo orbital (OMA) foi fornecido pela Kineco Kaman Composites em 23 de dezembro de 2023. O OMA é uma estrutura cônica com um diâmetro de 4 metros, composta de polímeros reforçados com fibra de carbono. Ele é combinado com a cobertura do compartimento de equipamentos e o módulo de escape da tripulação. Com a qualificação bem sucedida dos motores do foguete no dia 13 de fevereiro de 2024, a missão foi marcada para o primeiro quadrimestre do ano, sendo posteriormente planejado para julho de 2024, mas então remarcada para dezembro do mesmo ano. Agora, espera-se que ocorra em fevereiro de 2025.

## Objetivos
A nave Gaganyaan, lançada no topo de um GSLV Mark III, a partir do Centro Espacial Satish Dhawan, com o robô humanóide Vyom Mitra, será inserida numa órbita de 170 x 408 km. A manobra de circularização será realizada na terceira órbita. O pouso deverá seguir o padrão do TV-D1.
Após esta missão a ISRO realizará outros quatro testes de aborto, antes de lançar o Gaganyaan 2, que levará a robô humanóide Vyom Mitra, que também deverá voar na G-1.